# Idioma gapun
El taiap o gapun (este último nombre proviene de la aldea donde se habla) es una lengua aislada de Papúa Nueva Guinea, es una lengua amenazada que sólo se habla por menos de un centenar de personas en la aldea de Gapun en la provincia de Sepik Oriental en Papúa Nueva Guinea. Está siendo desplazada por el tok pisin la lengua oficial de Papúa Nueva Guinea.

## Historia
El primer contacto de los taiap con exploradores euroepeos fue con un misionero alemán en 1938, previamente sólo habían tenido contactos con pueblos indígenas vecinos. Su lengua no fue documentada hasta 1970 debido a lo inaccesible de la región.

## Clasificación
Aunque originalmente Donald Laycock (1973) claificó el taiap dentro de las lenguas Sepik-Ramu, su estructura y vocabulario parecen muy diferentes de otras lenguas de ese grupo, por lo que Malcolm Ross (2005) al no encontrar evidencia de parentesco la clasificó como lengua aislada sin parentesco demostrado con ninguna otra lengua de Nueva Guinea.